# Євсузька волость
Євсузька волость — історична адміністративно-територіальна одиниця Старобільського повіту Харківської губернії із центром у слободі Євсуг.
Станом на 1885 рік складалася з 3 поселень, 3 сільських громад. Населення — 6030 осіб (2992 чоловічої статі та 3038 — жіночої), 881 дворове господарство.
|                     | Площа, десятин | У тому числі орної, дес. |
| ------------------- | -------------- | ------------------------ |
| Сільських громад    | 20575          | 9402                     |
| Приватної власності | —              | —                        |
| Казенної власності  | 10000          | —                        |
| Іншої власності     | 232            | 18                       |
| Загалом             | 30807          | 9420                     |

Основні поселення волості станом на 1885:
- Євсуг — колишня державна слобода при річці Євсуг за 30 верст від повітового міста, 3977 осіб, 628 дворових господарств, православна церква, школа, поштова станція, 2 постоялих двори, 5 лавок, щорічний ярмарок 1 березня. За 7 верст —  православна церква, каплиця, школа, базари, консервний завод.
- Шпотине — колишнє державне село, 969 осіб, 193 дворових господарства, православна церква, школа.

Найбільші поселення волості станом на 1914 рік:
- слобода Євсуг — 7811 мешканців;
- слобода Шпотине — 1820 мешканців.

Старшиною волості був Захар Андрійович Лимарь, волосним писарем — Павло Андрійович Грибенник, головою волосного суду — Никифор Павлович Корсун.